# Schwarzflossen-Schweinslippfisch
Der Schwarzflossen-Schweinslippfisch (Bodianus loxozonus), oft auch Schwarzstreifen-Lippfisch oder Trotters Herzoglippfisch genannt, kommt im westlichen und im zentralen Pazifik in Tiefen von 3 bis 40 Metern vor. Es gibt zwei Unterarten, die westliche B. loxozonus loxozonus lebt von Vietnam, den Ryūkyū- und den Ogasawara-Inseln bis zu den Marianen und den Marshallinseln. Das Verbreitungsgebiet der östlichen Unterart B. loxozonus trotteri reicht von den Line Islands über die Marquesas, die Gesellschaftsinseln, Tuamotu bis nach Rapa Iti.

## Merkmale
Der Schwarzflossen-Schweinslippfisch kann 47 Zentimeter lang werden. Sein Körper ist hell, rötlich und von einem feinen Längsstreifenmuster gezeichnet. Ein großer schwarzer Fleck am hinteren Rücken zieht sich schräg nach unten bis auf die unteren Strahlen der Schwanzflosse. Mit zunehmendem Alter wird der Fleck immer schmaler. Ausgewachsene Exemplare sind dunkel, rotbraun. Alle unpaaren Flossen haben schwarze Zonen. Er wird oft mit Bodianus macrourus verwechselt.
Die lange Rückenflosse des Schwarzflossen-Schweinslippfisch wird von 12 Hartstrahlen und 9 bis 11 Weichstrahlen gestützt, die Afterflosse hat 3 Hart- und 11 bis 12 Weichstrahlen.

## Lebensweise
Der Schwarzflossen-Schweinslippfisch bewohnt als Einzelgänger klare Lagunen, Fels- und Außenriffe. Er frisst vor allem hartschalige, wirbellose Tiere, wie Weichtiere und Krebstiere.